# Platt punktbagge
Platt punktbagge (Clypastraea pusilla) är en skalbaggsart som först beskrevs av Leonard Gyllenhaal 1810.  Platt punktbagge ingår i släktet Clypastraea, och familjen punktbaggar. Enligt den svenska rödlistan är arten sårbar i Sverige. Arten förekommer i Övre Norrland samt tillfälligtvis även i Götaland. Artens livsmiljö är skogslandskap.